# 230. strelska divizija (ZSSR)
230. strelska divizija (izvirno rusko 230. стрелковая дивизия; kratica 230. SD) je bila strelska divizija Rdeče armade v času druge svetovne vojne.

## Zgodovina
Divizija je bila ustanovljena julija 1941 v Dnepropetrovsku in deaktivirana avgusta istega leta. Ponovno je bila ustanovljena junija 1943 s preoblikovanjem 229. strelske brigade.